# Gravatá
Gravatá è un comune del Brasile nello Stato del Pernambuco, parte della mesoregione dell'Agreste Pernambucano e della microregione della Vale do Ipojuca.

## Geografia fisica
Gravatá si trova ad un'altitudine media di 447 m s.l.m. Ha un clima piacevole (temperatura media annua 18 °C) ed è nota per le sue case di architettura alpina. Amministrativamente, il municipio, oltre alla città stessa, comprende i distretti di Uruçu-Mirim, Russinhas, São Severino de Gravatá, Avencas e Ilha Energética.

## Storia
Gravatá nasce come una semplice fattoria, fondata nel 1808 e appartenente a José Justino Carreiro de Miranda. La fattoria serviva come tappa per i viaggiatori, e vendeva principalmente zucchero e carne. Viaggiare parallelamente al fiume Ipojuca da Recife verso l'interno della nazione era al tempo difficile, e i mercanti erano costretti a fermarsi in luoghi strategici per evitare che le mandrie perdessero troppo peso. Uno di questi posti era noto come "Crauatá", derivante dal nome Tupi "Karawata" (erba che si trova) dato per la predominanza di una pianta della famiglia delle bromeliaceae, chiamata anche Caraguatá, Caroatá, Caróa e Gravatá.

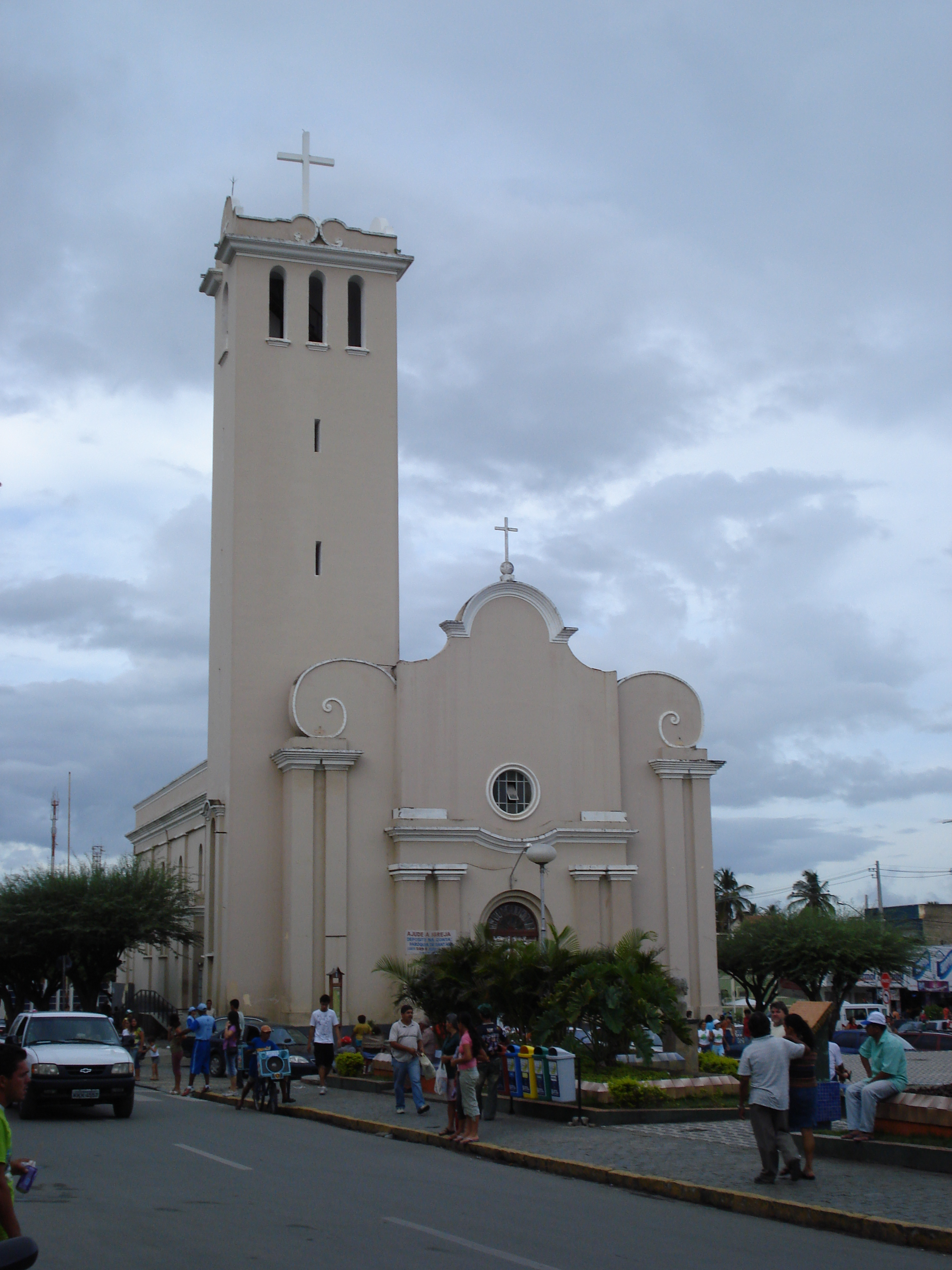
Cappella di Sant'Ana